# 富山地鉄北斗バス
富山地鉄北斗バス株式会社（とやまちてつほくとバス）は、かつて富山県富山市に本社を置いていたバス事業者。富山地方鉄道（以下地鉄）グループ。
地鉄本体のバス路線の一部の運行を移管・委託する形で2004年に富山地鉄中央バスとして設立した。2021年4月1日、地鉄が吸収合併し廃止となった。
地鉄本体のバス事業では車体側面及び後部に所属営業所を示す「せ」や「と」などと言った平仮名一文字が書かれているが、地鉄北斗バス所属車ではその平仮名一文字の表記はない。なお、地鉄北斗バス所属車のほとんどは地鉄本社から移籍されたものであり、バスの塗装も地鉄本社所属車と同一である。

## 本社
- 〒930-0859　富山県富山市牛島本町二丁目2番12号

## 歴史
- 2004年（平成16年）4月 - 富山地方鉄道の全額出資により富山地鉄中央バス株式会社を設立[1]。
- 2004年（平成16年）8月20日 - 路線バスの運行開始。（地鉄本社からの移管、および委託路線）
- 2012年（平成24年）10月1日 - 系列の富山観光バスと合併し、社名を富山地鉄北斗バス株式会社に改称[1]。
- 2021年（令和3年）4月1日 - 富山地方鉄道が吸収合併し、法人を廃止[3]。

## 路線
- かつての運行路線については富山地方鉄道#路線バスを参照。